# Michael Dickreiter
Michael Dickreiter (* 13. April 1942 in Konstanz) ist ein deutscher Tonmeister, Musikwissenschaftler und Autor diverser Fachbücher.

## Werdegang
Dickreiter studierte an der Musikhochschule in Detmold mit dem Abschluss als Diplomtonmeister. Danach folgte sein Studium der Musikwissenschaft in Heidelberg, das er mit einer Dissertation über Johannes Kepler als Musiktheoretiker abschloss.
An der Universidad Austral in Valdivia in Chile baute er den Studiengang Tecnologia del sonido auf. Anschließend war er tätig für die Aus- und Weiterbildung von Mitarbeitern des öffentlich-rechtlichen Rundfunks. Dabei veröffentlichte er seine Bücher zu den Themen Tontechnik, Mikrofonaufnahmetechnik, Musikinstrumente und Partiturlesen.
Er übernahm Lehraufträge an der Universität Heidelberg.

## Werke
- Der Musiktheoretiker Johannes Kepler. Francke Bern, München 1973. (Zugleich: Dickreiter, Michael: Der Musikbegriff von Johannes Kepler. Universität Heidelberg, Philos.-Histor. Fakultät, Dissertation 1971).
- Score reading. a key to the music experience. (Übersetzung von Reinhard G. Pauly). Amadeus Press, Portland, Or. 2001. (englisch).
- Musikinstrumente. Moderne Instrumente, historische Instrumente, Klangakustik. Bärenreiter, Kassel, Basel 2001
- Tonmeister-Survival-Kit. Eine Einstellscheibe zur Ermittlung wichtiger Größen für Stereo-Tonaufnahmen. Hirzel, Stuttgart, Leipzig 2003.
- Mikrofonaufnahme. Aufnahmeräume – Instrumente – Mikrofone – Stereo- & Surroundaufnahmen. Hirzel, Stuttgart 2011.
- Partiturlesen. Ein Schlüssel zum Erlebnis Musik. Schott Music, Mainz 2015. (Methoden des Partiturerfassens).

## Mitherausgeber
- Handbuch der Tonstudiotechnik. De Gruyter, Berlin, Boston 2014. Band 1: Raumakustik; Band 2: Digitale Signalverarbeitung. (Standardwerk Tonstudiotechnik, Fachwörter englisch – deutsch)

## Philosophie
Dickreiters Bücher wenden sich an Mitarbeiter, Studierende, Auszubildende und technisch interessierte Laien. Sie zielen auf Leser aus Tonstudios, Rundfunkbetrieben und audiovisuellen Medienberufen. Methoden und Fallbeispiele werden schrittweise entwickelt.